# Czesław Majorek (duchowny)
Czesław Majorek (ur. 19 lipca 1949 w Poznaniu, zm. 12 kwietnia 2006 tamże) – polski prezbiter katolicki, kapelan Jego Świątobliwości, kanonik gremialny Kapituły Kolegiackiej Kaliskiej.
Święcenia kapłańskie otrzymał w maju 1973 roku. Doprowadził do budowy domu katechetycznego i kościoła św. Pawła Apostoła w Ostrowie Wielkopolskim (sam uczestniczył w pracach budowlanych), później został pierwszym proboszczem parafii. 
Był diecezjalnym duszpasterzem kolejarzy i strażaków. Zmarł po ciężkiej chorobie. Pochowany został na ostrowskim cmentarzu przy ul. Limanowskiego. 
22 sierpnia 2006 roku Rada Miasta Ostrów Wielkopolski nadała jednej z nowo powstałych ulic nazwę ulicy ks. prałata Czesława Majorka.